# Entoloma langei
Entoloma langei är en svampart som beskrevs av Noordel. & T. Borgen 1984. Entoloma langei ingår i släktet Entoloma och familjen Entolomataceae.  Arten är reproducerande i Sverige. Inga underarter finns listade i Catalogue of Life.